# Craimoosweiher
Der Craimoosweiher ist ein See in der Nähe von Schnabelwaid im oberfränkischen Landkreis Bayreuth.

## Lage
Der See liegt rund drei Kilometer südlich von Creußen und etwa 8,5 Kilometer nördlich der Stadt Pegnitz, an der Bundesstraße 2. Südwestlich des Weihers liegt Craimoos, ein Gemeindeteil des Marktes Schnabelwaid.

## Daten
Der See hat eine Länge von ca. 660 und eine Breite von ca. 180 Metern. Dies entspricht abzüglich von Halbinseln und Einbuchtungen einer Wasserfläche von ca. 15 Hektar. Damit ist er der größte Teich im Landkreis Bayreuth. Er befindet sich auf einer Höhe von 447,5 Metern und liegt genau auf der Wasserscheide von Main und Pegnitz.

## Wasserscheide
Das Wasser aus dem Craimoosweiher fließt sowohl nach Norden in den Roten Main als auch nach Süden über den Weihergraben und den Zipser Mühlbach in Richtung Fichtenohe zur Pegnitz. Damit ist der Teich nicht nur eine hydrografische Besonderheit, sondern auch der Ursprung eines Kreises, der sich durch die Einmündung der Regnitz in den Main wieder schließt – eine in Europa recht seltene Gewässerbifurkation. Der seit 1985 unter Naturschutz stehende Craimoosweiher gehört zum FFH-Gebiet (Fauna-Flora-Habitat) und ist somit Teil des europaweiten Schutzgebietsnetzes Natura 2000.

## Flora und Fauna
Seltene Wasserpflanzen wie das vom Aussterben bedrohte Zarte Hornblatt oder das Kleine Nixenkraut gedeihen im Wasser.
Der Craimoosweiher ist Brutstätte seltener Wasservögel wie des Schwarzhalstauchers und einer  Art von Lachmöwen. Aus der Gruppe der Amphibien sind zehn Arten vertreten; davon stehen sieben auf der Roten Liste. So sind beispielsweise die Knoblauchkröte, der Moorfrosch und der Kammmolch bedroht. Auch für seltene Insektenarten wie die Plattbauchlibelle hat der Craimoosweiher eine wichtige Bedeutung. Der ehemals künstlich angelegte Teich ist von Flachmooren umgeben. Südlich davon befindet sich seit 2003 der Kleine Craimoosweiher.
Im März 2024 wurde bekannt, dass wegen des zunehmend wasserdurchlässigen Damms der Wasserspiegel zu niedrig ist. Damit seien die Laichgründe von Fröschen und anderen, teilweise seltenen Amphibien, vor Vögeln wie Reihern nicht mehr ausreichend geschützt.